# Bissau-Guinea a 2016. évi nyári olimpiai játékokon
Bissau-Guinea a brazíliai Rio de Janeiróban megrendezett 2016. évi nyári olimpiai játékok egyik részt vevő nemzete volt. Az országot az olimpián 3 sportágban 5 sportoló képviselte, akik érmet nem szereztek.

## Atlétika
Férfi
| Versenyző       | Versenyszám | Selejtező | Selejtező | Selejtező | Előfutam | Előfutam | Előfutam | Elődöntő | Elődöntő | Elődöntő | Döntő   | Döntő    |
| Versenyző       | Versenyszám | Idő       | Hely.     | Össz.     | Idő      | Hely.    | Össz.    | Idő      | Hely.    | Össz.    | Idő     | Helyezés |
| --------------- | ----------- | --------- | --------- | --------- | -------- | -------- | -------- | -------- | -------- | -------- | ------- | -------- |
| Holder da Silva | 100 m       | 10,97     | 4.        | 10.       | kiesett  | kiesett  | kiesett  | kiesett  | kiesett  | kiesett  | kiesett | kiesett  |

Női
| Versenyző       | Versenyszám | Selejtező | Selejtező | Döntő    | Döntő    |
| Versenyző       | Versenyszám | Eredmény  | Helyezés  | Eredmény | Helyezés |
| --------------- | ----------- | --------- | --------- | -------- | -------- |
| Jessica Inchude | Súlylökés   | 15,15 m   | 36.       | kiesett  | kiesett  |

## Birkózás

### Férfi
Szabadfogású
| Versenyző         | Versenyszám | Selejtező                              | Nyolcaddöntő                 | Negyeddöntő       | Elődöntő          | Vigaszág első kör | Vigaszág elődöntő | Bronz- mérkőzés   | Döntő             | Helyezés |
| Versenyző         | Versenyszám | Ellenfél Eredmény                      | Ellenfél Eredmény            | Ellenfél Eredmény | Ellenfél Eredmény | Ellenfél Eredmény | Ellenfél Eredmény | Ellenfél Eredmény | Ellenfél Eredmény | Helyezés |
| ----------------- | ----------- | -------------------------------------- | ---------------------------- | ----------------- | ----------------- | ----------------- | ----------------- | ----------------- | ----------------- | -------- |
| Augusto Midana    | 74 kg       | erőnyerő                               | Jordan Burroughs (USA) · 3–8 | kiesett           | kiesett           | kiesett           | kiesett           | kiesett           | kiesett           | 14.      |
| Bedopassa Buassat | 97 kg       | Mogamed Ibragimov (UZB) · 0–0, feladta | kiesett                      | kiesett           | kiesett           | kiesett           | kiesett           | kiesett           | kiesett           | 15.      |

## Cselgáncs
Női
| Versenyző    | Versenyszám | Selejtező         | Nyolcaddöntő                               | Negyeddöntő       | Elődöntő          | Vigaszág elődöntő | Bronz- mérkőzés   | Döntő             | Helyezés |
| Versenyző    | Versenyszám | Ellenfél Eredmény | Ellenfél Eredmény                          | Ellenfél Eredmény | Ellenfél Eredmény | Ellenfél Eredmény | Ellenfél Eredmény | Ellenfél Eredmény | Helyezés |
| ------------ | ----------- | ----------------- | ------------------------------------------ | ----------------- | ----------------- | ----------------- | ----------------- | ----------------- | -------- |
| Taciana Lima | Légsúly     | erőnyerő          | Galbadrah Otgonceceg (KAZ) · 010(2)–010(1) | kiesett           | kiesett           |                   |                   |                   | 9.       |